# Turkotîn, Zolociv
Turkotîn (în ucraineană Туркотин) este un sat în comuna Pidhaiciîkî din raionul Zolociv, regiunea Liov, Ucraina.

## Demografie
Componența lingvistică a localității Turkotîn
     Ucraineană (100%)
Conform recensământului din 2001, toată populația localității Turkotîn era vorbitoare de ucraineană (100%).